# A'uru Rock
A'uru Rock Es una isla ubicada en la Provincia de Malaita, Islas Salomón.
Tiene unos 101 metros sobre el nivel del mar.
Las coordenadas de la isla son 9°25′60" S y 161°27′0″ E en formato DMS y/o -9.43333 y 161.45 en grados decimales.